# Santa Maria della Mercede i Sant'Alfonso Maria de' Liguori
Santa Maria della Mercede e Sant'Alfonso Maria de' Liguori (nekoć crkva Santa Maria della Redenzione dei Captivi) je rimokatolička crkva koja se nalazi u ulici Via San Sebastiano 1 u povijesnom središtu Napulja, južna Italija. Uzdiže se na jugoistočnom uglu raskrižja Via San Sebastiano - Via Santa Maria di Constantinopoli, Vico San Pietro da Maiella i izlaza Via Port'Alba, uske uličice koja počinje kod srednjovjekovnih vrata Port'Alba. Vico San Pietro da Maiella spaja se na najjužniji kraj Via dei Tribunali (Decumanus Maximus antičkog grada), na uglu s ulicom Via San Sebastiano, a na Vicu, u susjedstvu na istoku i iza crkve, nalazi se konzervatorij San Pietro a Majella.

## Povijest
Crkvu je u drugoj polovici 16. stoljeća osnovala dobrotvorna organizacija koja se pojavila 1548., gotovo sigurno povezana ako ne i ista kao i Red Blažene Djevice Marije od Milosrđa, s ciljem oslobađanja zarobljenih kršćana koje su bili zarobili muslimanske mornarice i razbojnici. Ponekad su organizirali razmjenu sličnih porobljenih muslimana za kršćanske zarobljenike. Udruga je nekoć djelovala s crkvom San Domenico Maggiore u Napulju, ali je započela izgradnju ove nove crkve na zemljištu koje su im ustupili Celestini iz obližnje crkve San Pietro a Majella u Napulju.
Ferdinando Sanfelice je 1706. obnovio crkvu, uključujući pročelje s volutama i obeliskom. Daljnje rekonstrukcije obavljene su 1715. i 1836. godine.
U ovoj se crkvi nalaze relikvije svetog Alfonsa Marije de' Liguorija, koji je napustio svoj status plemića kako bi slijedio svoj poziv i postao svećenik. Prikazan je do nogu Djevice, kojoj je bio odan, kako odlaže svoj mač i zavjetuje se da će se posvetiti svećeništvu.

## Interijer
Lađa ima bogatu štukaturu. Kontrafasadu je oslikao (1571.-1618.) Teodoro d'Errico (talijanski naziv za flamanskog slikara Dircka Hendricksza): na njoj je slika Anđeo Navještenja, desno i Gospa od Navještenja, lijevo.
Slike bočnih oltara su:
- Sveta Ana, prvi oltar desno, Giuseppe Simonelli
- Sveti Franjo Asiški, drugi oltar desno od Nicole Malinconica
- Sveti Nikola di Bari, treći oltar desno, Malinconico
- Sveti Karlo Boromejski, prvi oltar lijevo, Malinconico
- Sveti Francesco di Paola, drugi oltar lijevo, Malinconico
- Sveti Celestin V. i Antun Padovanski, treći oltar lijevo Giuseppea Simonellija

I Simonelli i Malinconico bili su učenici Luce Giordana. Glavni oltar je platno s prikazom Otkupnine robova (1672.), Giacoma Farellija, koje prikazuje Bogorodicu s djetetom između čijih ruku iznad skupine robova čeka iskupljenje dolaskom čamca. Glavni oltar obnovili su Sanfelice i Lorenzo Fontana. Putti je izradio Domenico Antonio Vaccaro.

## Vanjske poveznice
|  | Zajednički poslužitelj ima još gradiva o temi Santa Maria della Mercede i Sant'Alfonso Maria de' Liguori |